# 2211 Hanuman
A 2211 Hanuman (ideiglenes jelöléssel 1951 WO2) a Naprendszer kisbolygóövében található aszteroida. Leland Cunningham fedezte fel 1951. november 26-án.